# الجبلة المحيطية

جدار خلوي

الاختلاف في السيتوبلازم بين البكتيريا موجبة وسالبة الجرام

الجبلة المحيطية هي مادة بيوخلوية تملأ المسافة بين الغشاء الداخلي والغشاء الخارجي للبكتيريا. تسمى المسافة المحيطة بالجبلة المحيطية في البكتيريا سالبة الجرام بمسافة الجبلة. وقد تبين باستخدام المجهر الإلكتروني، أنه يوجد مساحة محيط الجبلة في بكتيريا موجبة غرام، لكنها أصغر بكثير من تلك الموجودة في البكتيريا سالبة غرام.
قد تشكل الجبلة المحيطية ما يصل إلى 40٪ من الحجم الكلي للبكتيريا سالبة الجرام، وتلك نسبة أقل بكثير من تلك الموجودة في البكتيريا إيجابية الجرام.
على الرغم من أن البكتيريا تنقسم إلى مجموعتين رئيسيتين - إيجابية الجرام وسالبة الجرام، يظل نظام التصنيف هذا نظامًا غامضًا يعتمد علي استجابة البكتيريا لصبغة الجرام.
في البكتيريا الديرمية، تحتوي الجبلة المحيطية على جدار خلية رقيق يتألف من الببتيدوغليكان. وبالإضافة إلى ذلك، فإنه يشمل المواد المذابة مثل الأيونات والبروتينات، والتي تشارك في مجموعة واسعة من الوظائف التي تتراوح بين التغذية، والنقل، والقابلية للطي، إلى تخليق الببتيدوغليكان، ونقل الإلكترون، وتخليص الخلية من المواد السامة  والأهم من ذلك خلو تلك الجبلة من جزيئات ATP المسؤولة عن الطاقة.